# Pachysacca eucalypti
Pachysacca eucalypti är en svampart som beskrevs av Syd. 1930. Pachysacca eucalypti ingår i släktet Pachysacca och familjen Dothideaceae.   Inga underarter finns listade i Catalogue of Life.